# شهرستان پری (میسیسیپی)
شهرستان پری، میسیسیپی (به انگلیسی: Perry County, Mississippi) یک سکونتگاه مسکونی در ایالات متحده آمریکا است که در ایالت میسیسیپی واقع شده‌است.